# ジャン・ド・ノートルダム
ジャン・ド・ノートルダム（Jean de Nostredame、1522年? - 1577年頃）は、フランスの法曹家、歴史家。ミシェル・ド・ノートルダム（ノストラダムス）の弟のひとり。プロヴァンス史（特に文学史）の研究を行い、『古プロヴァンスの最も名高い詩人たちの生涯』（Les vies des plus célèbres et anciens poètes provensaux）を刊行した。

## 生涯
少年期・青年期についての詳しいことは分かっていない。1543年から1555年にはエクス＝アン＝プロヴァンスで公証人として活動し、その頃からエクスの高等法院検事(procureur)を長くつとめた。兄ミシェルの著書『化粧品とジャム論』（1555年）には、「エクスの検事」であるジャンに宛てた献辞が収録されている。
ジャンは本業の傍らでプロヴァンス史研究を行っており、その成果の一部は『古プロヴァンスの最も名高い詩人たちの生涯』（リヨン、1575年）として刊行された。この文献は、渡辺一夫も『フランス・ルネサンスの人々』の中で高く評価していたものである。
同じ年には同じ版元からイタリア語版も出され、そちらは1702年と1722年に再版されている。フランス語版は1913年に増補の上で復刻されており、1971年にはオリジナルの復刻版も出された。なお、1913年版はガリカにリストアップされているものの、2006年2月現在では公開されていない。
ほか、800ページ近くに及ぶプロヴァンス史研究の草稿がエクスの市立図書館に現存している。これは生前刊行されることはなかったが、甥のセザール・ド・ノートルダムがこの研究を引き継ぎ、『プロヴァンスの歴史と年代記』として出版している。
かつては1590年没とされていた。これはピトン『エクス市の歴史』（1666年）に基づくもので、多くの論者に引用されていたが、現在では否定されている。甥のセザールや同時代の知人の証言、さらには1577年2月の段階で故人扱いしている公文書などの存在により、1576年末から1577年始めに没したと推測されている。
なお、ジャンの死から40年以上あとにあたる1618年にパリとリヨンで相次いで出版された匿名のパンフレット『今年1618年に見られた驚異と徴の予言』（Les Prédictions des signes et prodiges qu'on a vus cette présente année 1618.）も、ジャンの著作とされたことがある。これは、ジャンが用いていた「プロヴァンスの紳士」（le M. Provençal）という変名が記載されているからという薄弱な根拠によるもので、現在では不適切な推測とされている。

## 生年について
ジャンはかつて1507年にサン＝レミ＝ド＝プロヴァンスで生まれたとされていた。ただし、これは古い文献で示されていた出典の不明な記述である。エドガール・ルロワは洗礼記録が1522年2月19日であることから、実際の生年を1522年とした。ジャンに関する研究で博士号を取得したカザノヴァ（J.Y.Casanova）のように、これを支持するものもいる。
他方でルロワの伝記改訂版の編者（名前未詳）は、伝聞通り1507年ころを正しい生年とし、ノストラダムスの弟には本項で扱っているジャンとは別に、1522年に生まれ1534年以前に没したもう一人のジャンがいたとする見解を示している。中にはラメジャラー『ノストラダムス百科全書』のように、同一著書中で1507年説と1522年説が混在しているケースもある。

## 他のジャン・ド・ノートルダム
ノストラダムスの一族には、「ジャン・ド・ノートルダム」という名の人物が複数いた。しかし、この項目で扱ったジャン以外に目立った業績を残した者はいない。参考までに他のジャン・ド・ノートルダムを掲げる（ノストラダムス関連人物の一覧も参照のこと）。
- ノストラダムスの弟ベルトランの息子の一人。
- ノストラダムスの弟アントワーヌの息子の一人。